# コーンチャウダー

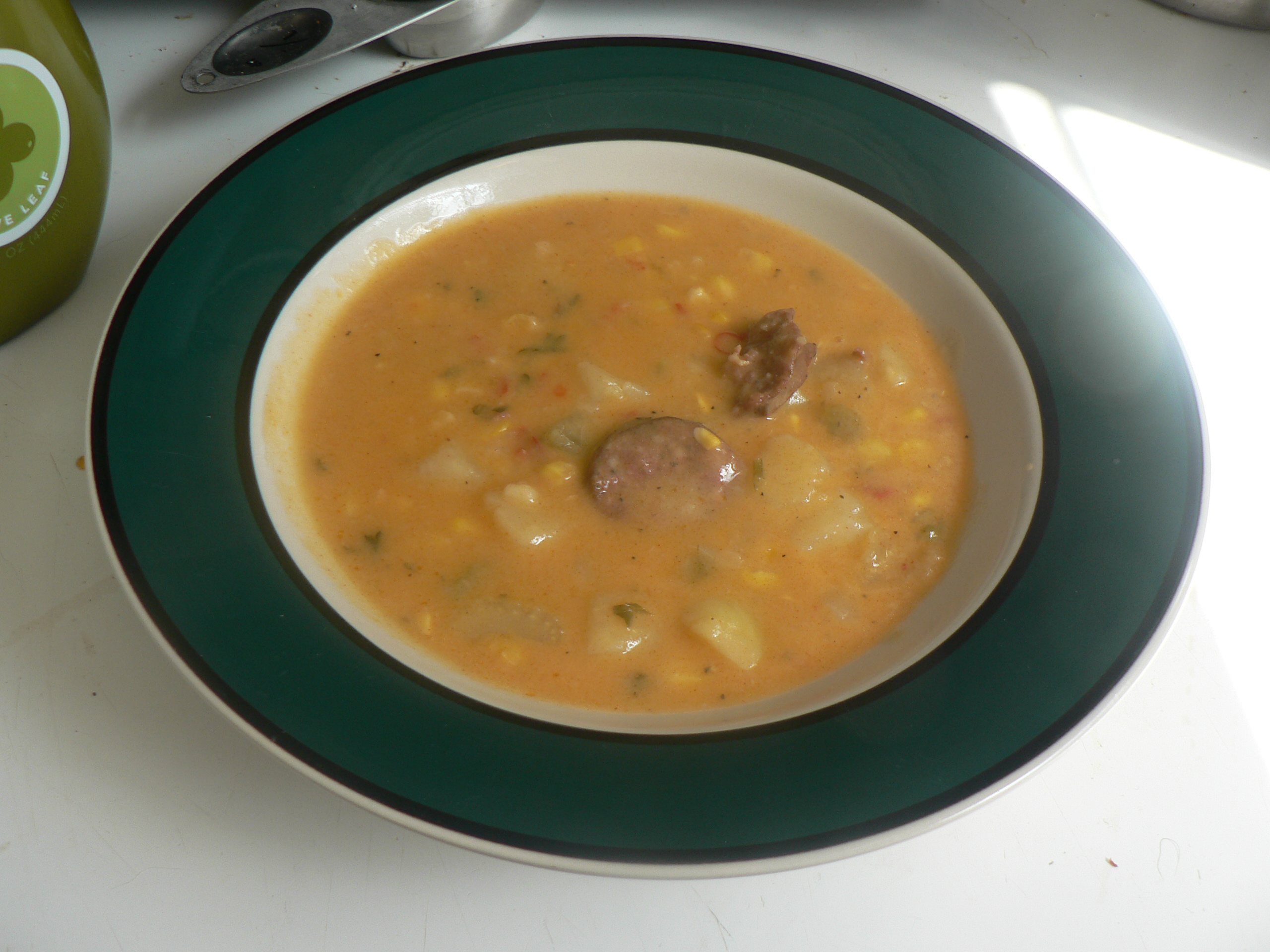
ソーセージ・コーンチャウダー

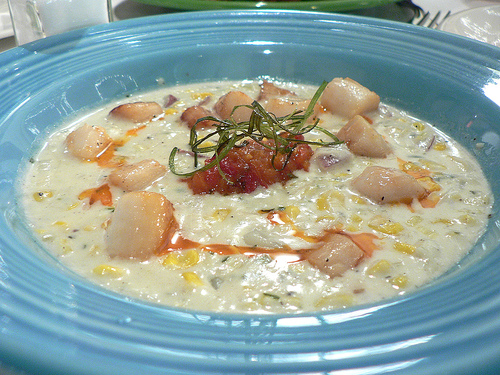
ホタテのコーンチャウダー

コーンチャウダー（英: corn chowder）はニューイングランド風クラムチャウダーと同様に生クリームを使ったクリームスープである。具材としてニューイングランド風クラムチャウダーの二枚貝の代わりにスイートコーンやベーコンを用いる。コーンチャウダーは米国のバーモント州でとてもポピュラーなスープである。